# NGC 4617
NGC 4617 (również PGC 42530 lub UGC 7847) – galaktyka spiralna (Sb), znajdująca się w gwiazdozbiorze Psów Gończych. Odkrył ją William Herschel 9 lutego 1788 roku.
W galaktyce tej zaobserwowano supernowe SN 2005ab i SN 2007ss.